# Georgetown (Carolina do Sul)
Georgetown é uma cidade localizada no estado norte-americano da Carolina do Sul, no Condado de Georgetown.

## Demografia
Segundo o censo norte-americano de 2000, a sua população era de 8950 habitantes.
Em 2006, foi estimada uma população de 8706, um decréscimo de 244 (-2.7%).

## Geografia
De acordo com o United States Census Bureau tem uma área de
18,5 km², dos quais 16,9 km² cobertos por terra e 1,6 km² cobertos por água.

## Localidades na vizinhança
O diagrama seguinte representa as localidades num raio de 36 km ao redor de Georgetown.